# Selwyn Goldsmith
Pour les articles homonymes, voir Goldsmith.
Selwyn Goldsmith, né le 11 décembre 1932 à Newark-on-Trent et mort le 3 avril 2011 à Londres, est un architecte, urbaniste, écrivain et défenseur des personnes handicapées qui a joué un rôle déterminant dans le développement de l'approche universelle du design. Il a écrit de nombreux livres qui sont devenus des textes standards pour les designers et les architectes.

## Biographie
Goldsmith fait ses études à l'Abbotsholme School dans le Staffordshire et étudie l'architecture à Trinity Hall, à Cambridge, études qu'il complète à la Bartlett School de l'University College de Londres, en 1956. C'est à cette époque qu'il contracte la polio et reste paralysé du côté droit du corps pour le reste de sa vie. 

### Travaux
Alors qu'il travaille à Norwich en 1967, il interviewe des personnes en fauteuils roulants. Ces recherches conduisent à l'idée du trottoir abaissé,. Quinze d'entre eux sont alors installés dans la ville. Après ce développement, Goldsmith réalise l'impact que cela peut avoir sur tous les utilisateurs, comme les mères avec des poussettes. Cela conduit à son intérêt pour les principes universels du design.
Goldsmith travaille ensuite avec Gordon Ricketts (en), secrétaire du Royal Institute of British Architects. Ensemble, ils développent l'idée du Designing for the Disabled, un nouveau concept au Royaume-Uni. Cela aboutit au livre Designing for the Disabled en 1963, qui est un manuel de planification architecturale sur l'accès des personnes handicapées aux installations et aux bâtiments. Goldsmith a ensuite révisé ce livre après sa retraite. Plus tard dans sa vie, il développe davantage l'idée de conception universelle dans un livre du même titre. Ce travail considère qu'avoir des besoins « différents » ou « extrêmes » n'est pas inhabituel, mais en fait « normal ». Le design urbain, l'architecture et le contenu numérique doivent être une conception pour tous en tant que norme et ne pas considérer un certain groupe comme spécial.
« L'architecte qui emprunte la voie ascendante vers une conception universelle part du principe que les utilisateurs du bâtiment qu'il dessert, y compris les personnes handicapées, sont tous des personnes qui peuvent être traitées comme des personnes normales. L'architecte ne part pas de l'hypothèse que les personnes handicapées sont anormales, particulières et différentes, et que, pour rendre les bâtiments accessibles, il faut les regrouper et ensuite, créer un ensemble d'éléments spécialement adaptés à leurs besoins. Les normes d'accessibilité aux personnes handicapées voient leurs exigences présentées en mode descendant en tant que compléments à une disposition normale non spécifiée »
Selwyn Goldsmith, Universal design, UK: Routledge, 2007.
Goldsmith a aussi travaillé avec son épouse, Becky Goldsmith, sur la question de l'inégalité en matière de toilettes dans les grands bâtiments à partir de 1989. Leurs recherches ont mis en évidence le problème du faible niveau de toilettes pour les femmes par rapport à celui des hommes. Cela a donné lieu à de nombreux articles et rapports pour le ministère britannique de l'Environnement. Il a intitulé un article ultérieur sur le sujet « Ps and queues ».

## Le Selwyn Goldsmith Award
Depuis 2011, le Civic Trust récompense des bâtiments et des aménagements intérieurs qui permettent à tous de les utiliser avec dignité et égalité. 